# Selasphorus
Selasphorus – rodzaj ptaków z podrodziny kolibrów (Trochilinae) w rodzinie kolibrowatych (Trochilidae).

## Zasięg występowania
Rodzaj obejmuje gatunki występujące w Ameryce Północnej (Kanada, Stany Zjednoczone, Meksyk, Gwatemala, Honduras, Kostaryka i Panama).

## Morfologia
Długość ciała 6,5–10 cm; masa ciała 2–4,1 g.

## Systematyka

### Etymologia
- Selasphorus: gr. σελασφορος selasphoros „niosący światło”, od σελας selas, σελατος selatos „światło, ogień, płomień”; -φορος -phoros „niosący”, od φερω pherō „nosić”[7].
- Atthis: Atthis (żyjąca w 600 roku p.n.e.), piękna, młoda kobieta z Lesbos oraz ulubienica poetki Safony[8]. Gatunek typowy: Ornismya heloisa Lesson & De Lattre, 1839.
- Stellula: zdrobnienie łac. stella „gwiazda”[9]. Gatunek typowy: Trochilus (Calothorax) calliope Gould, 1847.
- Platurornis: gr. πλατυς platus „szeroki”; ουρα oura „ogon”; ορνις ornis, ορνιθος ornithos „ptak”[10]. Gatunek typowy: Trochilus platycercus Swainson, 1827.
- Selasornis: gr. σελας selas, σελατος selatos „płomień”; ορνις ornis, ορνιθος ornithos „ptak”[11]. Gatunek typowy: Selasphorus flammula Salvin, 1865.

### Podział systematyczny
Do rodzaju należą następujące gatunki:
- Selasphorus calliope (Gould, 1847) – rudaczek liliobrody
- Selasphorus rufus (J.F. Gmelin, 1788) – rudaczek północny
- Selasphorus sasin (Lesson, 1829) – rudaczek kalifornijski
- Selasphorus platycercus (Swainson, 1827) – rudaczek szerokosterny
- Selasphorus heloisa (Lesson & De Lattre, 1839) – rudaczek szarouchy
- Selasphorus ellioti (Ridgway, 1878) – rudaczek lśniący
- Selasphorus flammula Salvin, 1865 – rudaczek kryzowany
- Selasphorus scintilla (Gould, 1851) – rudaczek malutki
- Selasphorus ardens Salvin, 1870 – rudaczek panamski